# Parque del Alamillo
Parque del Alamillo är en park i Spanien.   Den ligger i provinsen Provincia de Sevilla och regionen Andalusien, i den sydvästra delen av landet, 400 km sydväst om huvudstaden Madrid. Parque del Alamillo ligger 6 meter över havet.
Terrängen runt Parque del Alamillo är platt.Runt Parque del Alamillo är det mycket tätbefolkat, med 1 956 invånare per kvadratkilometer. Närmaste större samhälle är Sevilla, 4,3 km sydost om Parque del Alamillo. Runt Parque del Alamillo är det i huvudsak tätbebyggt.